# All Hell Breaks Loose (Charmed)
«All Hell Breaks Loose» (estrenado como «El infierno se desata» en Hispanoamérica y «El infierno se revela» en España) es el vigésimo segundo episodio y final de la tercera temporada de la serie de televisión de drama y fantasía estadounidense Charmed. Escrito por Brad Kern y dirigido por Shannen Doherty (el tercer y último episodio de Charmed que ella dirigió), «All Hell Breaks Loose» se transmitió originalmente en The WB el 17 de mayo de 2001.
Charmed se centra en las tres hermanas Halliwell, Prue (Doherty), Piper (Holly Marie Combs) y Phoebe (Alyssa Milano), conocidas como las Charmed Ones (Embrujadas en España y Hechiceras en Hispanoamérica), brujas buenas y las más poderosas de su clase que utilizan su poder combinado, «El poder de tres», para proteger vidas inocentes de seres malvados como demonios y brujos en San Francisco, mientras intentan llevar vidas normales. «All Hell Breaks Loose» se centra en su secreto como brujas que queda expuesto al público después de que Prue y Piper son captadas en video luchando contra el demonio Shax (Michael Bailey Smith), lo que demuestra tener consecuencias mortales.
Poco antes de que se emitiera el episodio, Doherty fue despedida de la serie. En 2023, se confirmó que el motivo de la salida de Doherty se debió a un conflicto que tenía en curso con Milano, quien había dado un ultimátum a los productores del programa de que una de ellas debía ser despedida, amenazando también con demandarlos. Tras la marcha de Doherty, a Jennifer Love Hewitt y Tiffani Thiessen se les ofreció el papel de Prue, pero lo rechazaron, momento en el que se decidió eliminar al personaje; esto dio lugar a que se rehiciera el final del episodio. En una entrevista de 2016, Kern aclararía que escribió intencionalmente el episodio para que terminara en suspenso con las vidas de las tres hermanas en peligro para dar cabida a posibles cambios de reparto.
«All Hell Breaks Loose» fue visto por 5,26 millones de espectadores y recibió críticas positivas de los críticos, siendo citado a menudo como uno de los mejores episodios del programa. Las discusiones a menudo se han centrado en que el episodio marca la última aparición de Doherty en Charmed y la muerte de Prue, que los críticos han descrito como impactante. También se elogió el enfoque del episodio en la magia expuesta al mundo mortal y las terribles ramificaciones que esto tiene para las Charmed Ones, destacándose su conexión con trabajos anteriores que contenían un tema similar.

## Argumento
Prue, Piper y Phoebe ingresan a la mansión con el Dr. Griffiths (Matt Malloy), quien es perseguido por el demonio Shax. Poco después de llegar, Shax los ataca, hiriendo mortalmente a Prue y Piper. Antes de que pueda matar al Dr. Griffiths, Phoebe realiza un hechizo de derrota que hiere a Shax. Ella llama a Leo (Brian Krause), quien aparece y cura a Prue y Piper. Salen a las calles en busca de Shax, quien los ataca, antes de que Piper use su poder para hacerlo explotar. Creyéndolo muerto, regresan a la mansión, sin saber que un equipo de noticias los filmó. A su llegada, Phoebe confiesa que va al Inframundo para salvar a su novio Cole (Julian McMahon).
En la estación de noticias, Elana (Mercedes Colón) muestra a su equipo las imágenes de Prue y Piper derrotando a Shax, y los convence de transmitirlas. Darryl (Dorian Gregory) ve las noticias e informa a Prue y Piper que han sido expuestas. En el Inframundo, Phoebe encuentra a Cole y le pide que regrese a la mansión; él se niega, ya que los demonios lo seguirían. Preocupadas por Shax, Prue y Piper llegan al hospital para llevar al Dr. Griffiths de regreso a la mansión. Shax aparece, obligándolas a realizar el hechizo de derrota, que lo mata, sin saber que el equipo de noticias los siguió y los filmó nuevamente.
La mansión es invadida por agentes de policía, periodistas y manifestantes. Leo llega e informa a Prue y Piper que necesitan al demonio Tempus para revertir el tiempo. Alice (Marianna Elliott), una fanática wiccana, irrumpe en la mansión, queriendo unirse a su aquelarre, pero Prue la echa. Leo va al Inframundo, informa a Phoebe y Cole sobre la exposición de la magia y le pide ayuda a Cole para lograr que Tempus revierta el tiempo. Cole pide ayuda a la Fuente de Todo Mal (Michael Bailey Smith), ya que también se ha descubierto la existencia de demonios. La Fuente acepta ayudar, pero solo si Phoebe se une al lado oscuro, declarando proféticamente que será la única forma de salvar a una de sus hermanas de morir.
En la mansión, Piper recibe un disparo de Alice, rencorosa por no haber sido aceptada. Como Leo no puede oírlas en el Inframundo, Prue lleva rápidamente a Piper al hospital, donde el Dr. Griffiths no puede salvarle la vida. Llega un equipo SWAT y Prue usa sus poderes contra ellos, encerrándose en la habitación. Leo orbita y ve que Piper ha muerto, e inmediatamente regresa al Inframundo. Phoebe acepta quedarse en el Inframundo para salvar la vida de Piper. Cole informa a la Fuente, quien le dice a su sicario que mate a Phoebe y detIenga a Cole. Mientras el equipo SWAT le dispara a Prue, el tiempo retrocede al primer encuentro de las hermanas con Shax. Con Phoebe atrapada en el Inframundo, Shax mata al Dr. Griffiths y deja a Prue y Piper malheridas, dándolas por muertas.

## Producción

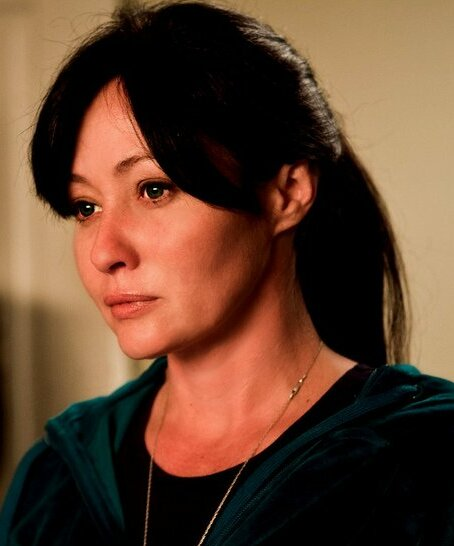
«All Hell Breaks Loose» fue dirigido por Shannen Doherty (en una foto de 2011) y marcó su última aparición como Prue. La despidieron de Charmed debido a una disputa en curso con su coprotagonista Alyssa Milano unos días antes de la emisión del episodio, lo que resultó en la muerte de su personaje.

El episodio fue escrito por Brad Kern y dirigido por Shannen Doherty. El papel de Doherty como directora se anunció por primera vez en marzo de 2001, y el rodaje tuvo lugar durante abril. «All Hell Breaks Loose» marcó el tercer y último episodio de Charmed que Doherty dirigió, habiendo actuado previamente como directora de «Be Careful What You Witch For» y «The Good, The Bad, and The Cursed». Para el 1 de mayo, la producción del episodio todavía estaba en marcha, y Kern afirmó que había visto «el corte preliminar» del episodio.
El 10 de mayo, una semana antes de que se emitiera «All Hell Breaks Loose», Doherty abandonó la serie; según se informó inicialmente, lo hizo para «buscar otras oportunidades creativas». Aunque Doherty había expresado un «desencanto con las historias del programa», su salida fue facilitada por su disputa con Milano. Si bien a menudo se especuló que Doherty abandonó la serie por su propia voluntad, en una entrevista de 2023 con Combs, reveló que fue despedida directamente debido a su disputa con Milano. La disputa fue alimentada en parte por el hecho de que Doherty era la actriz mejor pagada de Charmed. Según Combs, uno de los productores del programa le reveló que Milano les había dado un ultimátum en el que tenían que despedirla a ella o a Doherty, y que Milano había amenazado con demandarlos por un ambiente de trabajo hostil.
Tras la marcha de Doherty, los productores consideraron inicialmente sustituirla por otra actriz y mantener el presonaje de Prue. Sin embargo, después de que tanto Jennifer Love Hewitt como Tiffani Thiessen rechazaron el papel, en junio de 2001 se decidió matar al personaje de Prue y reemplazarla con una nueva miembro de las Charmed Ones. Esto obligó a los productores a «reeditar el final de temporada para explicar la repentina desaparición de Prue (Doherty)». Kern reveló en 2016 que el final de «All Hell Breaks Loose» en un cliffhanger fue intencional. El hecho de que las vidas de Prue, Piper y Phoebe estuvieran en peligro al final del episodio garantizó que, independientemente de los cambios de reparto facilitados por las actrices o la cadena, «todos tenían opciones sobre lo que iban a hacer o no». Kern aclaró que si Doherty hubiera permanecido en la serie, habrían resuelto el suspenso de manera diferente en la temporada 4.

## Recepción

### Calificaciones
«All Hell Breaks Loose» se emitió por primera vez en The WB el 17 de mayo de 2001. La emisión original fue vista por 5,26 millones de espectadores, lo que la convirtió en el 82.º programa en cadena de televisión en horario central más visto durante la semana del 14 al 20 de mayo de 2001. «All Hell Breaks Loose» también recibió una calificación de 3,4/5 en la escala de calificación de Nielsen. Esto significa que el 3,4 por ciento de todos los hogares con televisión vieron el episodio, mientras que entre los hogares que vieron televisión durante este período, el 5 por ciento estaba viendo activamente el programa.

### Respuesta crítica
«All Hell Breaks Loose» ha sido citado a menudo como uno de los mejores episodios de Charmed. En enero de 2022, Comic Book Resources informó una calificación de 9.2/10 para la entrega en IMDb, lo que lo convierte en el segundo episodio mejor calificado de la serie, detrás del final de la serie «Forever Charmed». En un artículo para The Guardian, Isabelle Oderberg se refirió a «All Hell Breaks Loose» como el «mejor episodio de todo el programa». Sam Damshenas de Gay Times, describió el episodio no solo como el mejor de Charmed sino también como «uno de los mejores episodios de cualquier drama de fantasía de todos los tiempos». Ryan Keefer, al reseñar la temporada para DVD Verdict, describió el final como un «momento decisivo para [Charmed]».
La muerte de Prue fue comentada por varios críticos, quienes la reconocieron como impactante. Jay Snow de Collider lo describió de manera similar como uno de los mejores episodios del programa, destacando la actuación de Doherty y llamándolo «una impresionante salida final para Prue». Vera Vargas de Comic Book Resources cita «All Hell Breaks Loose» como el segundo episodio más repetible de Charmed y describe la muerte de Prue como algo que sorprendió a los fanáticos de la serie. En una reseña retrospectiva, Lacy Baugher Milas de Paste también describió el episodio como el mejor del programa. Respecto de la muerte de Prue, que describió como una «elección impactante», Baugher Milas lamentó que esto haya provocado la pérdida de calidad del programa y argumentó que Phoebe debería haber muerto en su lugar.
Además de la muerte de Prue, Baugher Milas de Paste elogió la trama del episodio centrada en la magia y las hermanas Halliwell siendo expuestas como brujas, argumentando que «All Hell Breaks Loose» mostró la mayor fortaleza de Charmed al mostrar los «aspectos más incómodos de lo que podría significar ser una bruja, tanto desde una perspectiva personal como profesional». En su reseña de la tercera temporada, David Hofstede describió el momento en que se expuso el estatus de las Halliwell como brujas como el mejor momento de la temporada. El antropólogo Willem de Blécourt sostiene que el episodio «I Confess» de Bewitched influyó en «All Hell Breaks Loose»; junto con la película La montaña embrujada y el episodio «To Tell a Mortal» de Sabrina the Teenage Witch. De Blécourt señala cómo las cuatro obras tienen el mismo tema central: «personas ajenas a la obra toman conciencia de la existencia de brujas en un mundo que niega su existencia, seguido de las consecuencias de esta revelación».